# Fortschritt Büromöbel

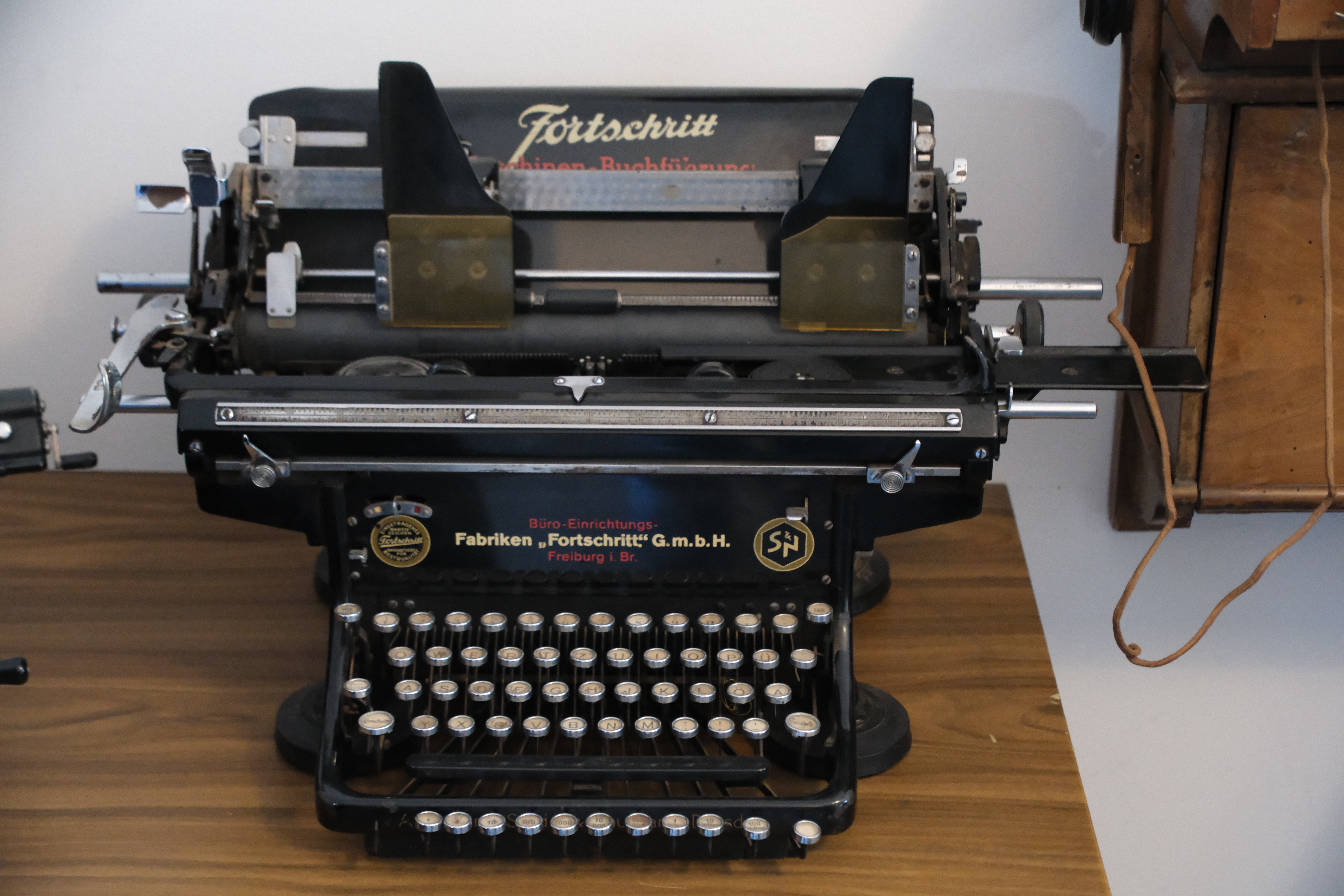
Fortschritt-Schreibmaschine

Die Fortschritt Büromöbel GmbH war ein Unternehmen der Möbelindustrie mit Sitz in Freiburg im Breisgau. Es wurde 1901 gegründet und wurde 1976 insolvent. Die Marke Fortschritt wechselte in der Folge mehrfach den Eigentümer und befindet sich mittlerweile unter dem Dach der schwedischen Kinnarps-Gruppe. Fortschritt stellte Büromöbel her. Dazu gehören Tischsysteme mit Roll- und Unterbaucontainern, Aktenschränke, Schrank- und Trennwandsysteme, Stellwände, Konferenztische sowie Beistell- und Spezialmöbel.

## Geschichte
Das Unternehmen gehörte lange Zeit der Familie Gütermann aus Gutach im Breisgau, bekannt für die Herstellung von Nähseide. Der Wahlspruch des Unternehmens lautete: „Zu dienen den Menschen in Kontoren und Amtsstuben“.
Unbestätigten US-Berichten zufolge soll das Unternehmen mit seinen 200 Beschäftigten im Zweiten Weltkrieg in der Rüstungsproduktion tätig gewesen sein. So soll Fortschritt im Oktober 1944 von Messerschmitt übernommen worden und zur Herstellung von Teilen für die Messerschmitt Me 163 sowie für die V2-Rakete eingesetzt worden sein. Trotz dieses Wissens der amerikanischen Streitkräfte, wurde das Unternehmen beim britischen Luftangriff am 27. November 1944 nicht getroffen.
1976 wurde das Unternehmen insolvent und von der Schärf GmbH, Worms, in die Schärf-Gruppe übernommen. Dazu wurde im Freiburger Industriegebiet Hochdorf eine neue Produktionshalle von 20.000 m² gebaut. 1991 wurde diese Halle um weitere Flächen auf 40.000 m² erweitert. Seit 1994 gehört Fortschritt mit der Schärf-Gruppe zur niederländischen Samas-Gruppe.
1985 wurden die Bonner Abgeordnetenbüros mit dem ersten Bildschirmarbeitsplatzmöbel namens Ergodata ausgestattet, das 1979 erschienen war. Die Spitze der Umsatzentwicklung wurde Ende der neunziger Jahre erreicht, als das Unternehmen etwa 50 Millionen € Umsatz erreichte.
2005 wurde der Produktionsstandort Freiburg aus wirtschaftlichen Gründen geschlossen. Die Möbel werden seither in verschiedenen anderen Produktionsbetrieben der Samas-Gruppe hergestellt. In Worms befindet sich  die Verwaltung, die Produktentwicklung und der Vertrieb. Die Fortschritt Büromöbel GmbH dient seither nur noch als Vertriebsniederlassung. Vertrieben werden die Produkte über etwa 100 ausgewählte Händler in Deutschland sowie Auslandsvertretungen in einigen europäischen Ländern.
Am Standort Freiburg-Hochdorf befindet sich die Firma Büro & Objekt, die heute die Marke Fortschritt weiterführt.
Anfang 2010 erwarb das schwedische Unternehmen Kinnarps den Großteil der Samas-Gruppe, darunter auch die Rechte an Fortschritt.

## Erfindungen, Entwicklungen
Fortschritt wurde im 20. Jahrhundert durch mehrere Entwicklungen bekannt, die durch die Veränderungen in der Bürowelt, nicht zuletzt durch die Mechanisierung und Elektronisierung der Arbeitswelt notwendig geworden waren. Auch neueren Kenntnissen zur Arbeitsergonomie wurde Rechnung getragen. So entwickelte man Hängemappensysteme (Loseblatt-Ablage), Möbel für spezielle Buchhaltungszwecke, EDV-Möbel sowie die ersten höhen- und neigungsverstellbaren Bürotische.